# Diocesi di Girba
La diocesi di Girba (in latino Dioecesis Girbitana) è una sede soppressa e sede titolare della Chiesa cattolica.

## Storia
Girba, identificabile con l'isola di Djerba nell'odierna Tunisia, è un'antica sede episcopale della provincia romana della Tripolitania.
Le fonti documentarie menzionano contemporaneamente due vescovi Girbitani nel 525. Mesnage e Toulotte ipotizzano che sull'isola coesistessero almeno due diocesi; Djerba infatti è abbastanza grande e sufficientemente popolata per ospitare più sedi episcopali in due delle quattro città indicate dalla Tavola Peutingeriana. Morcelli ed altri autori invece hanno attribuito alcuni vescovi Girbitani alla diocesi di Gergi o ad una ipotetica diocesi Girbitana nella Proconsolare; la confusione nelle lezioni dei diversi manoscritti non escludono queste ipotesi.
Sono sette i vescovi attribuiti all'antica sede di Girba. Monnolo prese parte al concilio di Cartagine convocato il 1º settembre 256 da san Cipriano per discutere della questione relativa alla validità del battesimo amministrato dagli eretici, e figura al 10º posto nelle Sententiae episcoporum. Procolo partecipò al concilio di Cabarsussi, tenuto nel 393 dai massimianisti, setta dissidente dei donatisti, e firmò gli atti per sé e «per il suo collega Gallione», che non poté prendere parte alla riunione. I massimianisti sostenevano la candidatura di Massimiano sulla sede di Cartagine, contro quella di Primiano.
Alla conferenza di Cartagine del 411, che vide riuniti assieme i vescovi cattolici e donatisti dell'Africa romana, presero parte il cattolico Quodvultdeus e il donatista Evasio. Il nome di Quodvultdeus appare anche nella lista dei 20 vescovi che il concilio del 13 settembre 401 designò per procedere alla nomina del successore di Equizio, vescovo deposto di Ippona Zarito; la lista non riporta le sedi di appartenenza dei vescovi, per cui Quodvultdeus potrebbe essere vescovo di Girba, oppure l'omonimo vescovo di Centuria.
Urbano venne esiliato dal re vandalo Genserico in un'epoca compresa tra il 445 e il 454, come ricorda Vittore di Vita nella sua storia delle persecuzioni vandale; il suo nome appare nel martirologio romano alla data del 28 novembre assieme ad altri vescovi perseguitati dai vandali.  Il nome di Faustino appare al 3º posto nella lista dei vescovi della Tripolitania convocati a Cartagine dal re vandalo Unerico nel 484; Faustino, come tutti gli altri vescovi cattolici africani, fu condannato all'esilio.
L'ultimo vescovo noto di Girba è Vincenzo, documentato in due occasioni. Durante un sinodo riunito a Iunci (Junca), e celebrato prima del 14 dicembre 523, fu stabilita la regola che nessun vescovo poteva vantare diritti sul territorio di altre Chiese. In questa occasione fu denunciato il vescovo Vincenzo, che si era arrogato impropriamente dei diritti sul territorio della diocesi di Tamalluma. Questo episodio farebbe pensare ad una estensione della diocesi di Girba anche sulla terraferma. Vincenzo inoltre prese parte al concilio indetto da Bonifacio di Cartagine nel 525 e sottoscrisse gli atti della prima seduta, il 5 febbraio.
Dal XIX secolo Girba è annoverata tra le sedi vescovili titolari della Chiesa cattolica; dal 25 gennaio 2017 il vescovo titolare è James Thomas Schuerman, vescovo ausiliare di Milwaukee.

## Cronotassi

### Vescovi
- Monnolo † (menzionato nel 256)
  - Procolo † (menzionato nel 393) (vescovo donatista)
- Quodvultdeus † (prima del 401 ? - dopo il 411)
  - Evasio † (menzionato nel 411) (vescovo donatista)
- Sant'Urbano † (menzionato nel 445/454)
- Faustino † (menzionato nel 484)
- Vincenzo † (prima del 523 - dopo il 525)

### Vescovi titolari
- Victor Roelens, M.Afr. † (30 marzo 1895 - 5 agosto 1947 deceduto)
- Carlos Eduardo de Sabóia Bandeira Melo, O.F.M. † (13 dicembre 1947 - 11 aprile 1958 nominato vescovo di Palmas)
- Henryk Strąkowski † (3 maggio 1958 - 6 maggio 1965 deceduto)
- Mariano Gaviola y Garcés † (31 maggio 1967 - 13 aprile 1981 nominato arcivescovo di Lipa)
- Jacques Louis Antoine Marie David † (27 luglio 1981 - 21 febbraio 1985 nominato vescovo di La Rochelle)
- Paul Kim Ok-kyun † (9 marzo 1985 - 1º marzo 2010 deceduto)
- Víctor Emilio Masalles Pere (8 maggio 2010 - 14 dicembre 2016 nominato vescovo di Baní)
- James Thomas Schuerman, dal 25 gennaio 2017